# Michael Glinski

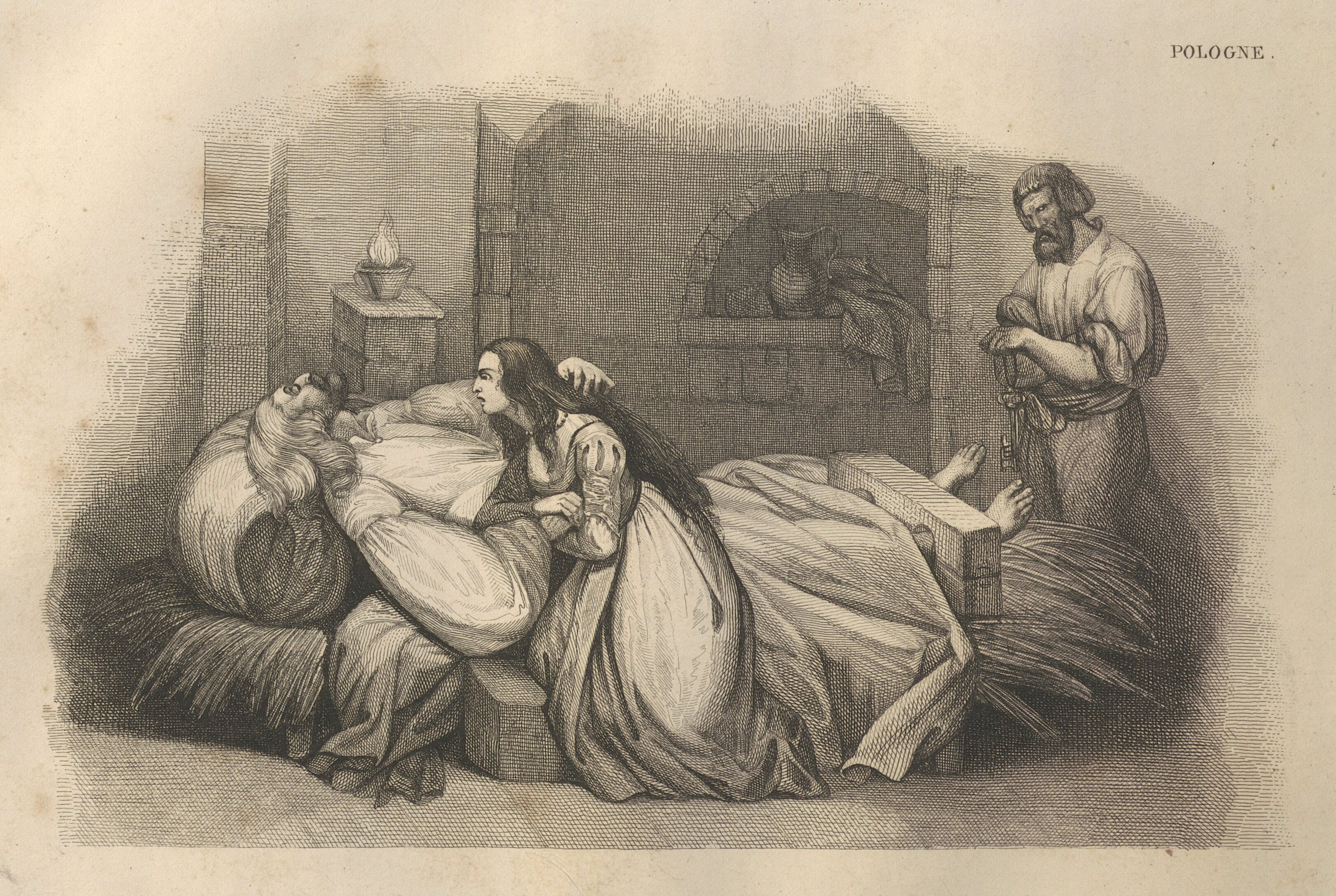
Glinskis död 1534

Michael Glinski, född omkring 1465, död 1534, var en polsk furste och partigängare.
Glinski blev hovmarskalk 1499 och ståthållare i Bielsko 1505. Han var begåvad, bildad och duglig och stod högt i gunst hos kung Aleksander Jagiellon men föll i onåd hos Sigismund I och trädde i tjänst hos tsar Vasilij Ivanovitj. I rysk tjänst ledde han krigsföretag mot Polen-Litauen och intog 1514 Smolensk. Bedragen på en utlovad belöning, försökte Glinski nu närma sig Sigismund men avslöjades och förvisades till inre Ryssland. Han benådades 1526 efter hans brorsdotter Helenas giftermål med tsaren, och var 1533-34 ledamot av förmyndarrådet men blev efter en brytning med Helena fängslad och sannolikt mördad.